# Шеннон (Міссісіпі)
Шеннон (англ. Shannon) — місто (англ. town) в США, в окрузі Лі штату Міссісіпі. Населення — 1496 осіб (2020).

## Географія
Шеннон розташований за координатами 34°6′52″ пн. ш. 88°41′35″ зх. д. / 34.11444° пн. ш. 88.69306° зх. д. (34.114415, -88.693130).  За даними Бюро перепису населення США в 2010 році місто мало площу 10,49 км², уся площа — суходіл.

## Демографія
Згідно з переписом 2010 року, у місті мешкали 1753 особи в 694 домогосподарствах у складі 456 родин. Густота населення становила 167 осіб/км².  Було 769 помешкань (73/км²).
Расовий склад населення:
| - 53,8 % — чорних або афроамериканців - 42,8 % — білих - 0,3 % — азіатів - 1,3 % — осіб інших рас |

До двох чи більше рас належало 1,8 %. Частка іспаномовних становила 2,2 % від усіх жителів.
За віковим діапазоном населення розподілялося таким чином: 30,4 % — особи молодші 18 років, 59,7 % — особи у віці 18—64 років, 9,9 % — особи у віці 65 років та старші. Медіана віку мешканця становила 32,2 року. На 100 осіб жіночої статі у місті припадало 89,3 чоловіків;  на 100 жінок у віці від 18 років та старших — 81,0 чоловіків також старших 18 років.
Середній дохід на одне домашнє господарство  становив 40 846 доларів США (медіана — 31 490), а середній дохід на одну сім'ю — 47 065 доларів (медіана — 36 250). Медіана доходів становила 34 688 доларів для чоловіків та 25 000 доларів для жінок. За межею бідності перебувало 31,2 % осіб, у тому числі 42,6 % дітей у віці до 18 років та 13,9 % осіб у віці 65 років та старших.
Цивільне працевлаштоване населення становило 693 особи. Основні галузі зайнятості: виробництво — 29,9 %, освіта, охорона здоров'я та соціальна допомога — 20,8 %, мистецтво, розваги та відпочинок — 11,3 %, транспорт — 11,1 %.